# أنطونيو مارجريتو
أنطونيو مارجريتو (بالإسبانية: Antonio Margarito) مواليد 18 مارس 1978 في كاليفورنيا، الولايات المتحدة، هو ملاكم مكسيكي يصنف ضمن فئة وزن خفيف المتوسط. حقق بطولة رابطة الملاكمة العالمية وبطولة الاتحاد الدولي للملاكمة وبطولة منظمة الملاكمة العالمية.

## إحصائيات
خاض خلال مسيرته 47 نزالا، فاز في 38 وتعادل في 0 وخسر في 8. فاز بالضربة القاضية في 27 نزالا.

## وصلات خارجية
- أنطونيو مارجريتو على موقع بوكس ريك (الإنجليزية) (registration required)

- الموقع%20الرسمي